# Алексий (Лобазов)
Алексий (в миру Александр Владиславович Лобазов; 16 августа 1961, Москва — 16 октября 2021, Москва) — епископ Российской Православной Кафолической (Истинно-Православной «катакомбной») Церкви (РПКЦ); с 1995 года архиепископ Владимирский и Суздальский, с 2001 года на покое, с 2019 года митрополит.

## Биография
Родился в Москве в семье служащих. По окончании Московского института культуры работал в Государственном историческом музее (1981), в научной библиотеке Ветеринарной академии им. Скрябина (1981—1983), затем в технической библиотеке МосгипроНИИсельстрой (1983—1988).
Монашество принял тайно в 1982 году в Литовской ССР, продолжал работать на светской работе. Одновременно был послушником в храмах Антиохийского подворья в Москве.
3 декабря 1990 года рукоположён во иеродиакона, а 4 декабря — во иеромонаха епископом Никандром (Овсюком), принадлежащим к зарубежной иерархии «даниловской» ветви Истинно-Православной Церкви.
В начале 1990-х годов был одним из инициаторов возвращения общин Катакомбной Церкви к легальной (открытой) религиозной деятельности, активный участник государственной регистрации общин Катакомбной Церкви, один из лидеров ИПЦ и  так называемого «альтернативного Православия» своего времени.
31 марта 1992 года епископами Никандром (Овсюком) и Максимом (Харлампиевым) («даниловская» ветвь ИПЦ) был хиротонисан в Праге во епископа Владимирского и Суздальского РПКЦ. Участвовал во многих епископских хиротониях ИПЦ.
Имеет церковные награды: орден «За церковные труды», медаль «За церковные заслуги», «Патриарх Никон».
С 1993 по 2000 год — почётный настоятель прихода во имя Софии, Премудрости Божией (Москва) и настоятель храма во имя Владимирской иконы Божией Матери, что на Пресне (Москва).
С 1996 по 2001 год — управляющий делами Московской епархии РПКЦ.
С 2001 года — на покое. Крупный коллекционер предметов религиозной старины, эксперт в области церковных реликвий.
Скоропостижно скончался 16 октября 2021 года в Москве от тромбоэмболии. Похоронен на Пятницком кладбище в Москве.